# John Liebenberg
John Liebenberg (Joanesburgo, 1958 - 16 de fevereiro de 2020) foi um fotojornalista sul-africano, conhecido por documentar a luta pela independência da Namíbia. Ele foi um dos membros fundadores da equipe e fotógrafo do jornal The Namibian.

## Carreira
Liebenberg era um fotógrafo de notícias notório, cujos trabalhos foram exibidos na África e na Europa. Ele documentou a guerra civil da Rodésia em Bush, que precedeu a independência da Namíbia em 1990. Liebenberg também trabalhou como fotógrafo na Guerra Civil Angolana, e mais tarde foi empregado como fotógrafo freelancer na África do Sul.

## Vida pessoal
Liebenberg era divorciado e teve quatro filhos: Joseph, Jessica, Max e Emile.

## Morte
Ele foi internado em um hospital em Joanesburgo depois que quebrou a perna em uma queda em 10 de fevereiro de 2020.  Ele morreu em 16 de fevereiro de 2020, aos 61 anos, ainda no hospital, em Joanesburgo, na África do Sul, após complicações na recuperação de uma cirurgia.